# Ставровиецкий, Валентин Романович

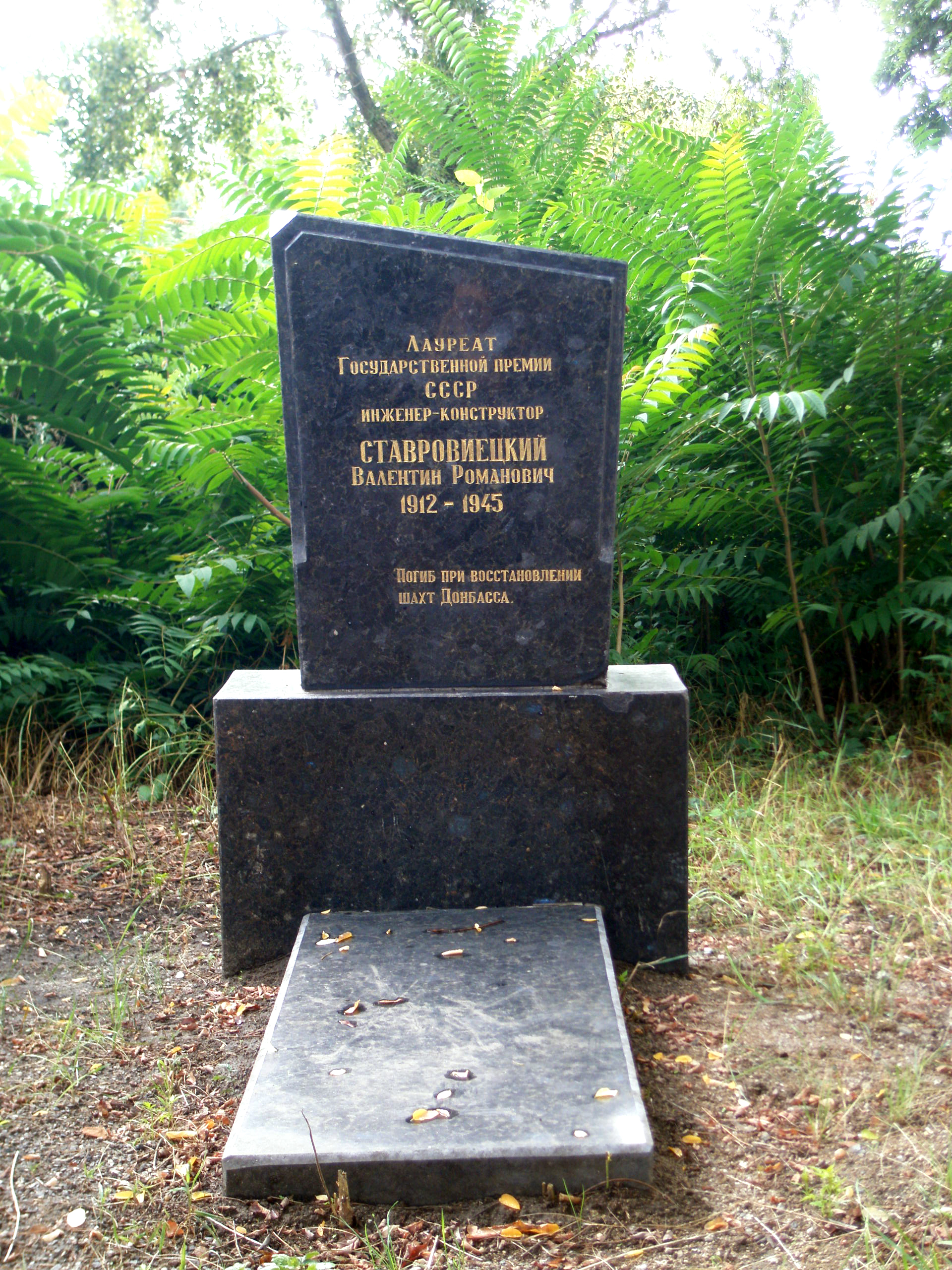
Могила Старовиецкого в Донецке

Валенти́н Рома́нович Ставровие́цкий (1912—1945) — советский инженер-конструктор.

## Биография
С конца 1943 года, работал главным конструктором завода № 658 (Баранчинский завод). После освобождения Донбасса от фашистов был направлен в командировку в Донецк.
Погиб в шахте в 1945 году при испытании двигателей, разработанных на заводе. Похоронен в Донецке, недалеко от бывшего административного здания шахты № 6.

### Семья
Жена (позднее вышла замуж за ленинградского учёного Льва Терентьевича Пономарёва), двое детей.

## Награды и премии
- Сталинская премия первой степени (1948 — посмертно) — за разработку и внедрение передовых методов откачки затопленных шахт Донбасса и восстановление горного оборудования, значительно ускоривших темпы восстановления Донбасса[2].